# 貞末良雄
貞末 良雄（さだすえ よしお、1940年 - ）は、日本の実業家。メーカーズシャツ鎌倉株式会社創業者・取締役会長。

## 人物・来歴
山口県柳井市生まれ。父が広島県で呉服屋を営んでいたため中学校から広島に移り、広島県立広島国泰寺高等学校を経て、現役で広島大学に不合格となり、大学受験浪人生活を送ったが、東京大学や東京工業大学の受験には失敗し、1964年千葉工業大学工学部電気工学科卒業。高速道路の照明についての卒論を書き、大学卒業後は和光電気研究室エンジニアを経て、1966年ヴァンヂャケット入社。同社統括部長などを務めたが、倒産により退社。その後、ヤオハンや数社のアパレル会社勤務を経て、1993年、53歳でメーカーズシャツ鎌倉設立。日本製にこだわった高級シャツ事業を展開し、ニューヨークや上海市への出店を行うなど、グローバル化も進めた。2017年、藍綬褒章を受章した。

## テレビ出演
- 日経スペシャル カンブリア宮殿 これが激安の国を変える 次世代のモノづくりだ！（2009年12月14日、テレビ東京）[9]

## 関連書籍
- 『鎌倉シャツ 魂のものづくり』（著者:丸木伊参）（2014年6月21日、日本経済新聞出版社）ISBN 9784532319403
- 『シャツとダンス 「アパレルの革命児」が起こした奇跡』（著者:玉置美智子）（2020年8月5日、文藝春秋）ISBN 978-4-16-391243-1

創業者・貞末良雄が主人公の物語。生い立ちからメーカーズシャツ鎌倉の創業、そして2020年、長女・奈名子へのバトンタッチに至るまでが描かれた一代記。